# Заслуженный наставник молодёжи РСФСР
Заслуженный наставник молодёжи РСФСР — государственная награда РСФСР, почётное звание присваивалось Президиумом Верховного Совета РСФСР и являлось одной из форм признания государством и обществом заслуг лучших наставников молодёжи из числа высококвалифицированных рабочих, колхозников, инженерно—технических работников, специалистов сельского хозяйства, служащих, проработавшим на одном предприятии, в колхозе, учреждении, организации безупречно не менее 10 лет и ведущим на общественных началах не менее 5 лет работу в области наставничества, имеющим большие заслуги в профессиональном обучении и коммунистическом воспитании работающей молодёжи.
Почётное звание было установлено Указом Президиума Верховного Совета РСФСР от 16 июля 1981 года «Об установлении почётного звания „Заслуженный наставник молодёжи РСФСР“» и отменено Указом Президента Российской Федерации от 30 декабря 1995 года № 1341, установившего почётные звания Российской Федерации .